# Xouaxange

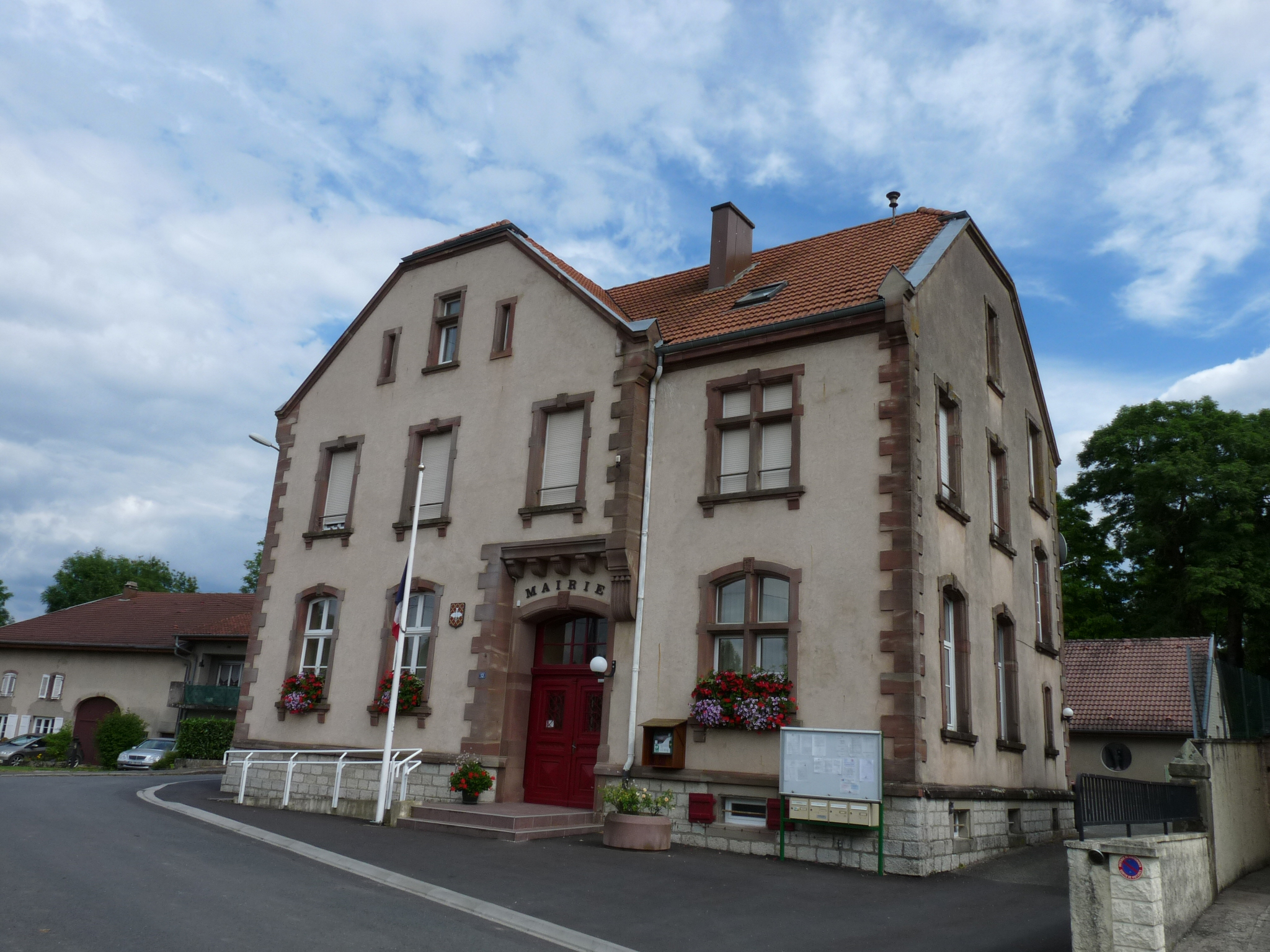
Rathaus

Xouaxange (deutsch Schweixingen) ist eine französische Gemeinde mit 316 Einwohnern (Stand 1. Januar 2022) im Département Moselle in der Region Grand Est (bis 2015 Lothringen). Sie gehört zum Arrondissement Sarrebourg-Château-Salins.

## Geographie
Xouaxange liegt am Rand der Vogesen, sechs Kilometer südwestlich von Sarrebourg (Saarburg) am Rhein-Marne-Kanal und seinem begleitenden Bach Gondrexange auf einer Höhe zwischen 255 und 341 Metern über dem Meeresspiegel. Das Gemeindegebiet umfasst 5,16 km².
Zur Gemeinde Xouaxange gehört auch der nordöstlich gelegene Weiler La Forge (Oberhammer).

## Geschichte
Auf dem Gebiet des Dorfes liegen die Überreste einiger Villen aus der Römerzeit. Das Dorf selbst wurde erstmals 1240 als Schwekesingen erwähnt. Es gehörte früher zum Bistum Metz.
Durch den Frankfurter Frieden vom 10. Mai 1871 kam die Region an Deutschland und das Dorf wurde unter dem Namen Schweixingen dem Kreis Saarburg im Bezirk Lothringen im Reichsland Elsaß-Lothringen zugeordnet. Die Bevölkerung war allerdings Ende des 19. Jahrhunderts vollständig frankophon.
Nach dem Ersten Weltkrieg musste die Region aufgrund der Bestimmungen des Versailler Vertrags 1919 an Frankreich abgetreten werden. Der Bezirk Lothringen blieb in seinen geographischen Ausmaßen erhalten, wurde jedoch in Département Moselle umbenannt.
Das Flechtwerk auf dem Gemeindewappen ist das Emblem der Familie Braubach, der ehemaligen Herren des Ortes, die silberne Taube mit der Heiligen Ampulle ist das Attribut des Heiligen Remigius, des Schutzpatrons der Kirche.
Im Zweiten Weltkrieg war die Region von der deutschen Wehrmacht besetzt.

### Bevölkerungsentwicklung
| Jahr      | 1962 | 1968 | 1975 | 1982 | 1990 | 1999 | 2007 | 2019 |
| Einwohner | 234  | 215  | 199  | 172  | 258  | 363  | 344  | 310  |

## Sehenswürdigkeiten
- Kirche St. Remigius, nach Südost ausgerichteter Bau des 15. bis 16. Jahrhunderts, mit schönem Renaissanceportal mit Inschrift von 1548[4]
- Ruinen der Burg Stock

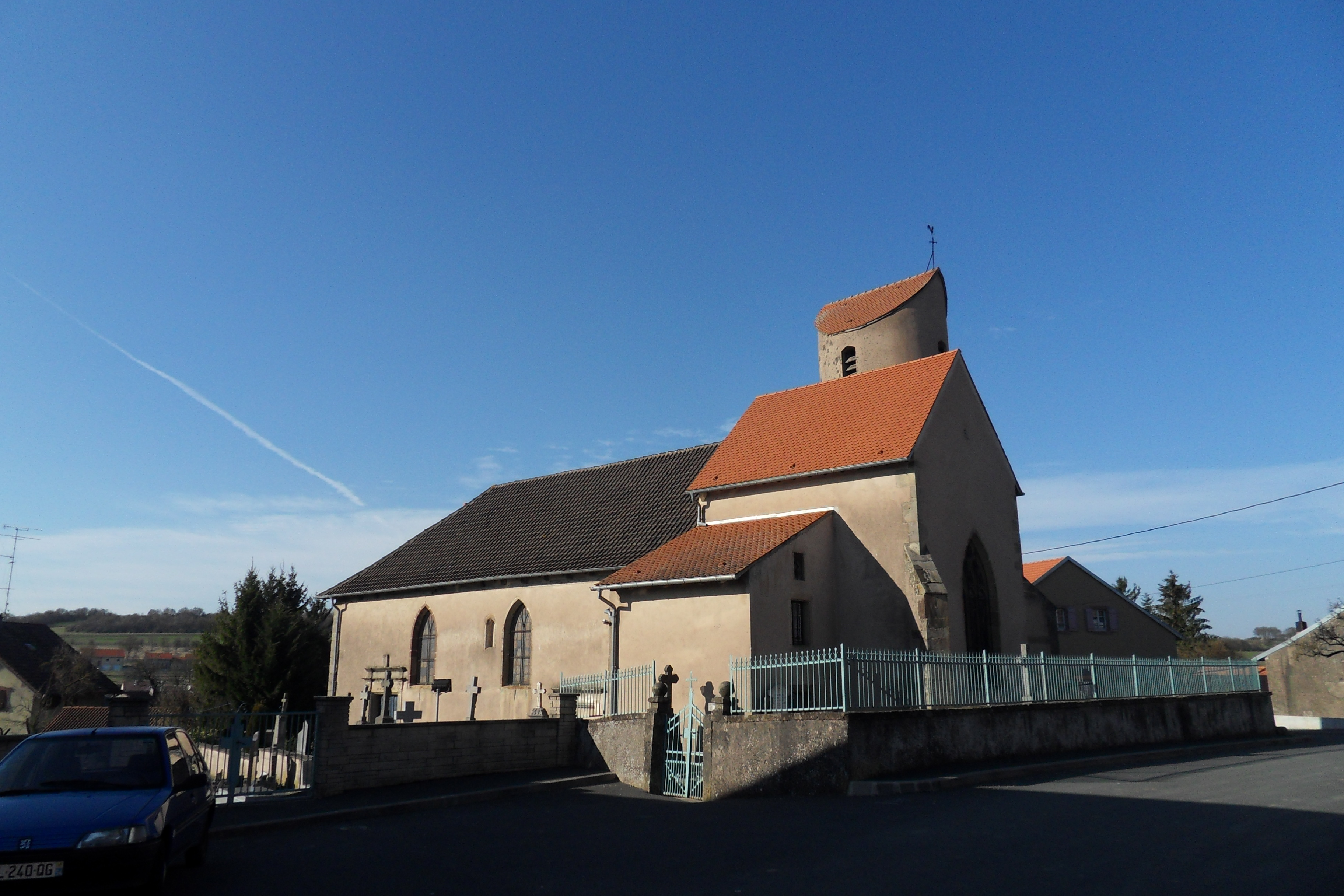
Kirche St. Remigius
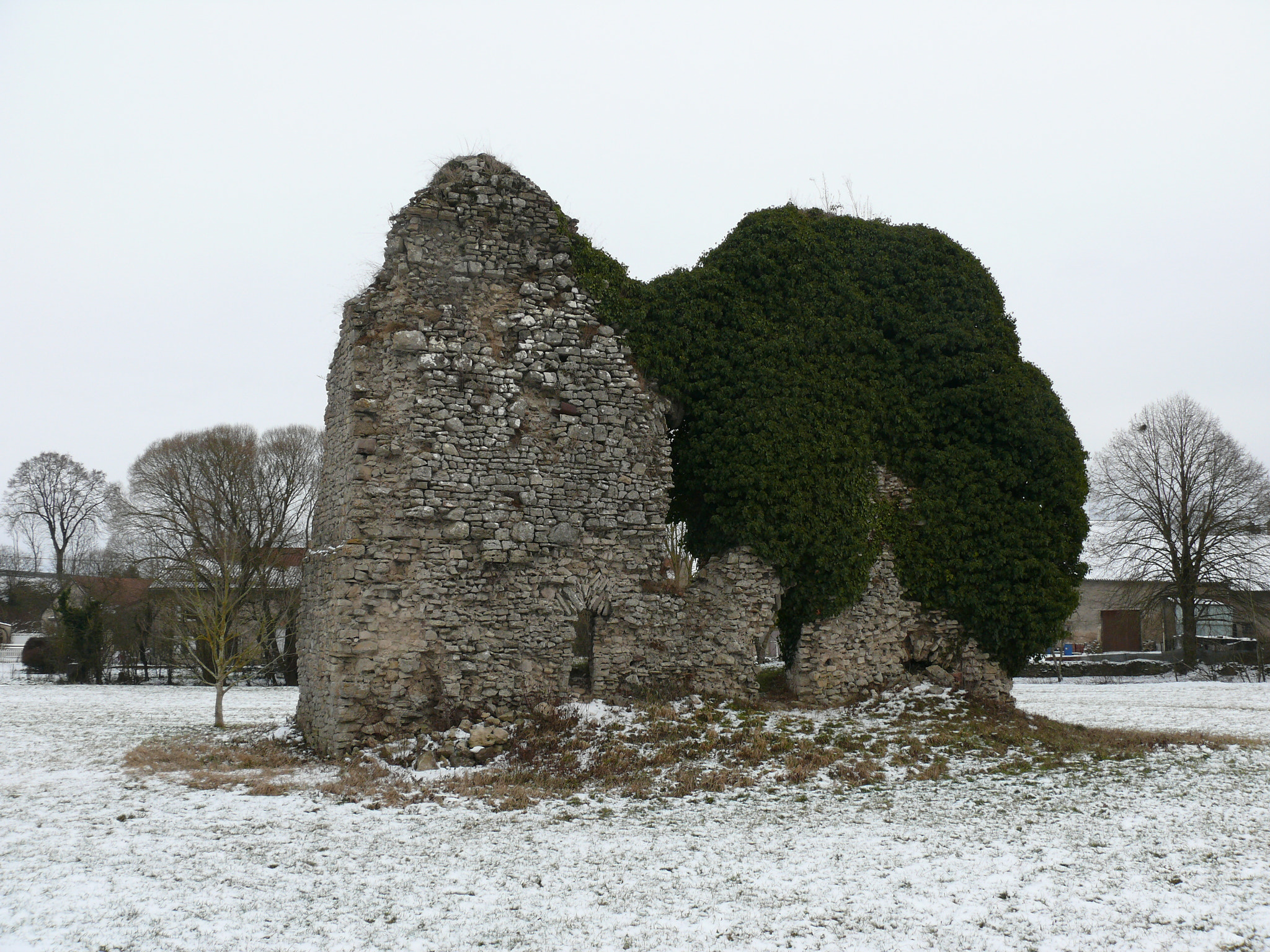
Ruinen der Burg Stock
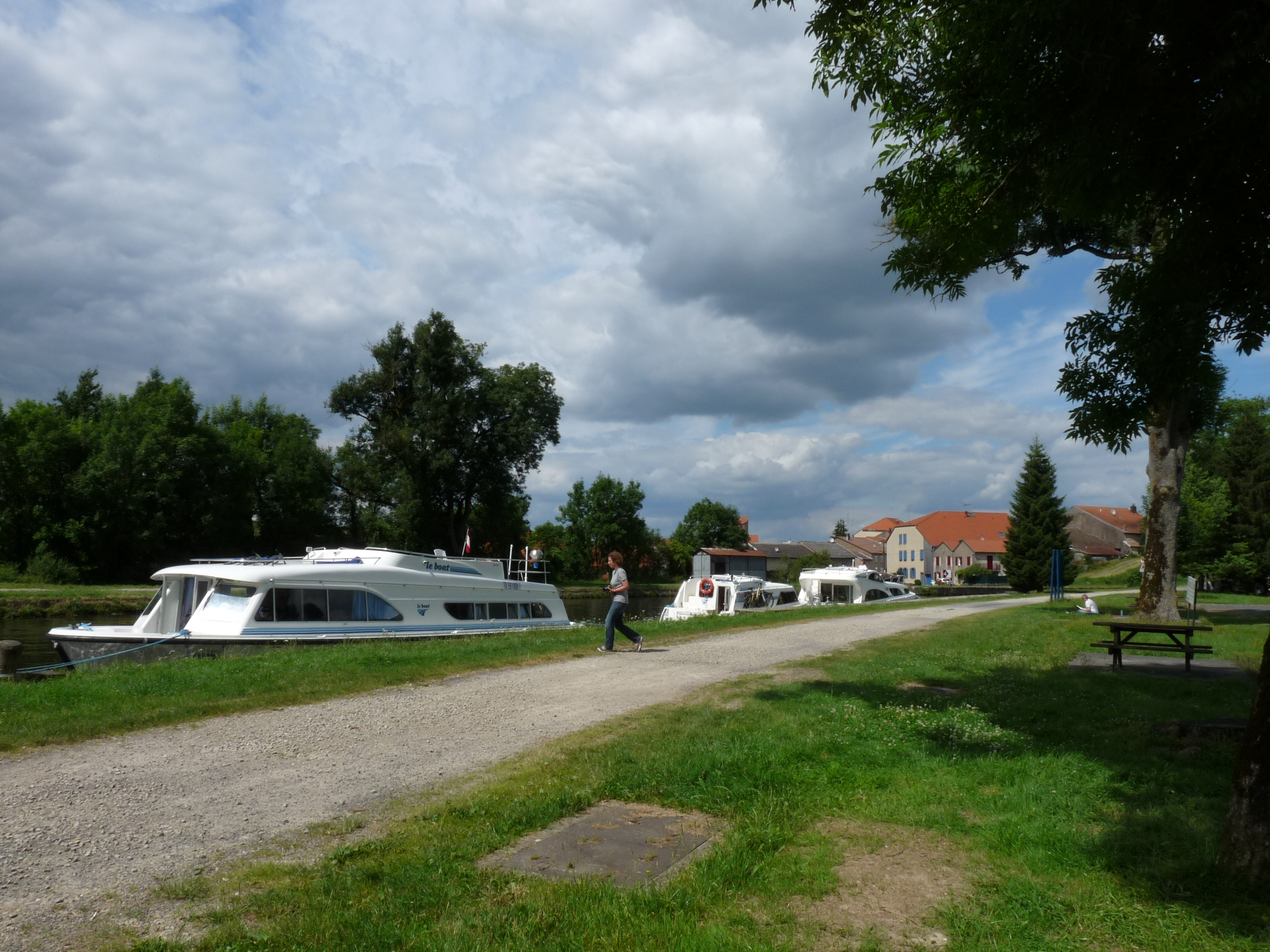
Bootsanleger am Rhein-Marne-Kanal